# Діти актора
«Діти актора» — американська німа короткометражна драма 1910 року, написана Ллойдом Лонерганом і продюсером компанії Thanhouser в Нью-Рошелі, штат Нью-Йорк. У фільмі беруть участь Орілла Сміт, Єл Босс, Френк Холл Крейн та Ніколас Джордан. Фільм не був першим, виробленим цією компанією. Але саме його випустили першим.  Режисерами постановки стали Баррі О'Ніл, і Ллойда Б. Карлтон. Едвін Тханхузер заявив, що 19 копій фільму було виготовлено та роздано дилерам.
Фільм починається з того, що двоє безробітних батьків влаштовуються на роботу в майбутній театральній постановці. Незабаром після повернення додому  з’являється домовласниця і вимагає орендну плату, але їй не вдається її отримати. Вона дає родині один тиждень на погашення заборгованності, але ідея з театральною постановкою не спрацьовує , і батьки знову шукають роботу. Поки їх немає вдома, хазяйка знаходить орендаря і виставляє дітей на вулицю. Врешті-решт вони танцюють для шарманщика і їх рятує керівник театру, який бере дітей у свій водевіль . Батькам знов всміхається удача  і вони возз’єднуються з дітьми в театрі. Фільм зустріли позитивними відгуками та невеликою критикою за акторську майстерність і сценарій, але були причини для заохочення успіху компанії Едвіна Тханхузера. Копія фільму існує, але вона стала об'єктом розкладу нітратів.

## Сюжет

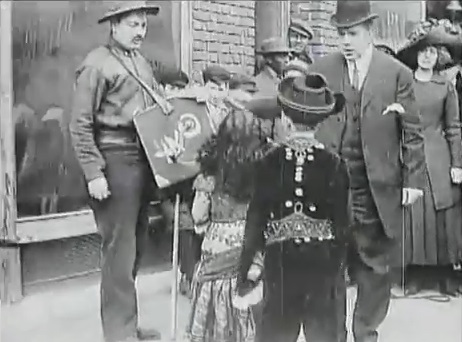
Керівник театру рятує дітей від шарманщика

Євгенія Фрімен та Пол Темпл — подружжя, яке має двох дітей — хлопчика та дівчинку. Батьки залишились без роботи, але фільм починається з того, що вони знаходять роботу в постановці театру. Повернувшись додому, вони  зустрічають хазяйку, місіс О'Браєн, яка вимагає орендну плату. Хазяйку не турбують нещастя сім'ї і вона засмучується, коли не може стягнути кошти. Вона дає відсрочку на один тиждень для родини Темпл. 
Постановка в театрі відкладається і батьки шукають роботу, коли з’являється потенційний орендар. Місіс. О'Браєн показує йому кімнату і він зацікавлений, але не знає, що робити з дітьми. Місіс О'Браєн виводить їх на вулицю, де вони танцюють під музику, яку виконує шарманщик. Таким чином він заробляє більше грошей на танцях дітей і вмовляє їх пожити в нього, де вчить їх танцювати. Шарманщик змушує їх танцювати за гроші. Дітей рятує керівник театру і знаходить їм місце в театральній програмі. 
Тим часом батьки розшукували своїх дітей та їм пощастило, коли родич заповідає їм велику суму грошей. Батьки шукають своїх дітей у місцях великого скупчення людей і зрештою знаходять їх, коли ті танцюють у водевілі зі свого театрального боксу. Сім'я возз'єдналася і фільм закінчується. 

## Актори
- Френк Х. Крейн - актор (в ролі батька) [1]
- Орілла Сміт - дочка актора (маленька дівчинка)
- Єл Босс - син актора (маленький хлопчик)
- Ніколас Джордан - комік

## Виробництво
Сценарій для постановки написав Ллойд Ф. Лонерган, який використав драматичну техніку deus ex machina у завершенні сюжету.  У кіно - це раптова спадщина та батьки, які знаходять своїх дітей у театрі. Орілла Сміт та Єл Босс були дітьми-акторами, які вже мали досвід роботи в кіно, але більше з компанією Thanhouser після виробництва фільму їх нічого не пов'язувало.  Оператор Блер Сміт використовував камеру, орендовану компанією Columbia Phonograph Company. Її винахідник Джозеф Біанкі допомагав у роботі та користуванні камерою. Сміт був першим оператором компанії Thanhouser Company, проте фільм не був першим її продуктом. Це був «Божевільний відлюдник», випущений восени 1909 р. і відкладений до 9 серпня 1910 р.   Точний порядок випущених робіт не відомий, але фільм під назвою « Тітка Ненсі Телеграфс» був знятий в грудні 1909 року, але так і не вийшов на екрани.  Деякі частини "Дітей актора" були випущені в останній тиждень лютого 1910 р. 
Режисер фільму невідомий, але існує два варіанти: Баррі О'Ніл - сценічне ім'я Томаса Маккарті, який поставив багато важливих картин Тханхузера, в тому числі Ромео та Джульєтту, та Ллойд Б. Карлтон - сценічне ім'я Карлтона Б. Літтла, режисера, який залишався в компанії Thanhouser до переходу в компанію Biograph влітку 1910 року. Плутанина у посаді режисера випливає з того, що його ім'я не зазначувалось навіть у студійних випусках новин. Девід Бауерс каже, що імена саме цих режисерів грунтуються на сучасних публікацій або інтерв'ю. 

## Реліз
Драма була випущена 15 березня 1910 р. компанією Thanhouser.  Через декілька років Едвін Тханхузер нагадав, що 19 копій фільму було виготовлено та розіслано дилерам по всій території Сполучених Штатів. З цих 19 виготовлених примірників було повернуто десять, деякі з листами про зацікавленість у майбутніх роботах Тханхузера.  Фільм дивилися у Сполучених Штатах з рекламою в Пенсільванії,  Вісконсіні,  Канзасі,  та Вашингтоні.

## Сприйняття та вплив
"Діти актора" сприйняли з ентузіазмом і позитивними відгуками в торгових виданнях. Відгуки у "The Moving Picture World"  були прихильними і без особливої критики та навіть назвали акторську гру переконливою.  Більш чесний огляд у The New York Dramatic Mirror написав рецензент, який був задоволений постановкою, але  критикував быльш слабкі сторони постановки. Рецензент виявив, що великий акцент робиться на неважливих частинах, а в акторів бракує емоцій. Гра дітей-акторів була провальною, так як вони неодноразово дивилися в камеру.  Критичне сприйняття фільму, можливо, не було цілком об'єктивним з ряду причин. Едвін Танхаузер був людиною з великою кількістю друзів у патентній компанії, які, ймовірно, хотіли, щоб він досяг успіху. Крім того, автори журналів сподівались, що Independents досягнуть успіху і кинуть виклик патентній компанії в кіноіндустрії.. Кінокритики та рецензенти тієї епохи могли б нівеліювати негатив навіть найгірших фільмів деякими сприятливими відгуками. Навіть не маючи прихованих мотивів, фільм, можливо, був вартий більш прихильних оцінок. 
Стрічку вдалося зберегти, незважаючи на велику загрозу, але збережений екземпляр не позбавлений серйозних несправностей. Уцілілий фрагмент має значні погіршення і дуже низьку якість зображення в деяких місцях.  Цей фільм зберігся в кіноархіві Академії кіномистецтв і наук.  "Діти актора"  був збережений Кіноархівом Академії в 2007 році. 

## Дивитися також
- Список американських фільмів 1910 року

## Зовнішні посилання
- Діти актора на сайті IMDb (англ.)